# هاري شامبرلن
هاري شامبرلن (بالإنجليزية: Harry Chamberlin)‏ هو لاعب البولو وكاتب أمريكي، ولد في 19 مايو 1887 في إلجين في الولايات المتحدة، وتوفي في 29 سبتمبر 1944.

## وصلات خارجية
- هاري شامبرلن على موقع أوليمبيديا (الإنجليزية)